# Karola Braga
Karola Braga (São Caetano do Sul, 1988) é uma artista brasileira, pesquisadora olfativa cuja prática investiga as interseções entre memória, história e cultura por meio do olfato. Seu trabalho combina elementos visuais e olfativos para evocar reflexões sobre o passado e o presente, explorando como os cheiros moldam narrativas históricas e culturais. A artista é reconhecida internacionalmente, especialmente por suas instalações olfativas que abordam questões como luto, presença e ausência, memória e esquecimento .

## Formação
Karola Braga possui Bacharelado em Artes Plásticas pela Fundação Armando Alvares Penteado (FAAP) e Mestrado em Poéticas Visuais pela Universidade de São Paulo (ECA/USP).

## Trabalho
Karola Braga se destaca por sua abordagem experimental do olfato como meio artístico, criando experiências sensoriais imersivas. Sua obra Sfumato (2024), apresentada na Desert X AlUla, utilizou cheiros históricos para reconstruir a esfera olfativa da antiga Rota do Incenso . O trabalho recebeu grande reconhecimento, com destaque em diversos canais de mídia nacional e internacional .

## Prêmios e reconhecimento
- Vencedora do Sadakichi Award for Experimental Work with Scent, no Art and Olfaction Awards (Los Angeles, 2025) [13].
- Indicação ao Prêmio PIPA em 2024.
- Finalista do Art and Olfaction Awards em 2023.
- Vencedora do Kooshk Artist Residency Award (2018)